# Kotxneva
Kotxneva (en rus: Кочнева) és un poble de l'óblast de Sverdlovsk, a Rússia, segons el cens del 2010 no tenia cap habitant.